# Michael Eneramo
Michael Eneramo est un footballeur professionnel de nationalité nigériane né à Kaduna le 20 novembre 1985. Mesurant 1,87 m et pesant 85 kg, il joue au poste d'attaquant.

## Carrière

### Club
L'Espérance sportive de Tunis le fit venir en Tunisie en 2005 où il rejoindra les espoirs avant d'être prêté à l'USM Alger en Algérie où il montra l'étendue de son talent en marquant 10 buts en 13 matchs. L'année 2006 fut l'année de son retour parmi l'effectif espérantiste catégorie senior. Il remporta le doublé Coupe et Championnat. Au début de la saison 2006-2007, Michael fut éloigné pendant quelque temps des terrains (environ un mois) après une dispute avec le coach français Jacky Duguépéroux qui ne le tenait vraiment pas sur le cœur, mais sous l'influence incessante du public après un enchaînement de résultats négatifs de l'équipe en championnat, il revint sur la scène nationale plus décidé à prendre sa revanche montrant à ses détracteurs qu'ils avaient tort. Il participa ainsi d'une façon majeure dans la reconquête de la coupe de Tunisie qu'il remporta face au CAB.
Au cours du mercato estival de la même saison, il signa un contrat avec le club saoudien d'Al Shabab Riyad qu'il résilia à peine trois mois après, malgré un excellent début de saison. Il retourna alors au bercail et signa un contrat de deux saisons et demie avec le club phare de la capitale de Tunisie.
La saison 2008-2009, fut une saison historique pour le Nigérian meilleur joueur étranger en Tunisie, le meilleur dans son poste. En effet, hormis ses dix-huit réalisations en championnat qui lui valurent le titre de meilleur buteur de la compétition, il remporta avec son équipe le championnat de Tunisie, la Coupe nord-africaine des Vainqueurs de la coupe et la Ligue des champions arabes.
Cela dit, ses performances ne restèrent pas indiscrètes aux yeux des clubs européens surtout français et allemands qui le courtisent depuis plus de trois mois.
Le 12 septembre 2009, et en inscrivant un but face au Club sportif sfaxien, Michael Eneramo bat le record de Kenneth Malitoli, l'ancienne gloire espérantiste, et devient avec 36 buts le meilleur buteur étranger du championnat tunisien.
Le dimanche 17 octobre 2010, lors du match retour de la demi-finale de la Ligue des Champions de la CAF entre l'Espérance Sportive de Tunis et Al Ahly d'Égypte au stade du 7-Novembre, Michael Eneramo ouvre le score en faveur de l'Espérance après 50 secondes du début du match d'une main flagrante, l'Espérance se qualifie ainsi grâce à sa victoire 1-0 (2-1 pour Al Ahly au match aller au stade du Caire). Le 20 janvier 2011, il signe en faveur de Sivasspor au mercato hivernal de la saison 2010-2011 où il a joué 15 matchs et a inscrit 3 buts et deux passes. Pendant la saison 2011-2012, il a joué 37 matchs, y compris la Super Finale, en marquant 16 buts, dont 4 Super Finale, 11 Super League, 1 Coupe de Turquie.
Le Contrat d'Eneramo est renouvelé au début de la saison 2012-2013. Il a quinze buts et trois passes en 39 matchs effectués.
Le 8 juillet 2013, il s'engage avec Beşiktaş JK
En mars 2017 il s'engage avec Ettifaq FC, et marque son premier but lors de sa première apparition le 8 avril 2017.
Le 24 aout, Eneramo est de retour avec l'Espérance de Tunis après environ six ans de son départ. Il signe un contrat d'un an.

### Équipe nationale
Sélectionné dans un premier temps par l'entraîneur nigérian Shaibu Amodu, il reçoit sa première convocation avec les Green Aigles, contre la Jamaïque le 11 février 2009 à Londres en disputant les dernières minutes du match. Le 29 mai 2009, et pour sa première titularisation, Michael Eneramo inscrit son premier but international en ouvrant le score face à la république d'Irlande au Craven Cottage Stadium.
Michael Eneramo a été écarté à la surprise générale de la sélection des Super Eagles qui a pris part à la Coupe d'Afrique des Nations 2010, au profit de Chinedu Obasi et d'Obafemi Martins, et ceci, bien après la date butoir fixée par la Confédération africaine de football.

## Statistiques
| Saison                | Club                          | Championnat           | Championnat | Championnat | Coupe(s) nationale(s) | Coupe(s) nationale(s) | Compétition(s) continentale(s) | Compétition(s) continentale(s) | Compétition(s) continentale(s) | Autres compétitions | Autres compétitions | Autres compétitions | Total | Total |
| Saison                | Club                          | Division              | M.          | B.          | M.                    | B.                    | Comp.                          | M.                             | B.                             | Comp.               | M.                  | B.                  | M.    | B.    |
| 2004-2005             | USM Alger (prêt)              | 1                     | 11          | 7           | 0                     | 0                     | C1+C3                          | 4+1                            | 1+0                            | -                   | -                   | -                   | 16    | 8     |
| 2005-2006             | USM Alger (prêt)              | 1                     | 13          | 6           | 0                     | 0                     | -                              | -                              | -                              | -                   | -                   | -                   | 13    | 6     |
| 2005-2006             | ES Tunis                      | 1                     | 6           | 1           | 4                     | 4                     | C3                             | 11                             | 3                              | -                   | -                   | -                   | 21    | 8     |
| 2006-2007             | ES Tunis                      | 1                     | 12          | 5           | 4                     | 2                     | -                              | -                              | -                              | -                   | -                   | -                   | 16    | 7     |
| 2007-2008             | Al-Shabab (prêt)              | 1                     | 6           | 1           | -                     | -                     | -                              | -                              | -                              | ACL                 | 1                   | 2                   | 7     | 3     |
| 2007-2008             | ES Tunis                      | 1                     | 10          | 6           | 5                     | 6                     | -                              | -                              | -                              | -                   | -                   | -                   | 15    | 12    |
| 2008-2009             | ES Tunis                      | 1                     | 24          | 18          | 3                     | 1                     | -                              | -                              | -                              | ACL+UNAF            | 9+4                 | 4+1                 | 40    | 24    |
| 2009-2010             | ES Tunis                      | 1                     | 23          | 13          | 2                     | 0                     | C1                             | 12                             | 8                              | -                   | -                   | -                   | 37    | 21    |
| 2010-2011             | ES Tunis                      | 1                     | 10          | 7           | 1                     | 0                     | -                              | -                              | -                              | -                   | -                   | -                   | 11    | 7     |
| 2010-2011             | Sivasspor                     | 1                     | 15          | 3           | -                     | -                     | -                              | -                              | -                              | -                   | -                   | -                   | 15    | 3     |
| 2011-2012             | Sivasspor                     | 1                     | 34          | 15          | 3                     | 1                     | -                              | -                              | -                              | -                   | -                   | -                   | 37    | 16    |
| 2012-2013             | Sivasspor                     | 1                     | 30          | 11          | 9                     | 4                     | -                              | -                              | -                              | -                   | -                   | -                   | 39    | 15    |
| 2013-2014             | Beşiktaş JK                   | 1                     | 4           | 1           | 1                     | 0                     | C3                             | 2                              | 0                              | -                   | -                   | -                   | 7     | 1     |
| 2013-2014             | Kardemir Karabükspor (prêt)   | 1                     | 15          | 4           | 0                     | 0                     | C3                             | 0                              | 0                              | -                   | -                   | -                   | 15    | 4     |
| 2014-2015             | İstanbul Başakşehir FK (prêt) | 1                     | 3           | 0           | 3                     | 0                     | -                              | -                              | -                              | -                   | -                   | -                   | 6     | 0     |
| 2014-2015             | Sivasspor (prêt)              | 1                     | 3           | 0           | 4                     | 3                     | -                              | -                              | -                              | -                   | -                   | -                   | 7     | 3     |
| 2015-2016             | Sivasspor                     | 1                     | 10          | 1           | 1                     | 0                     | -                              | -                              | -                              | -                   | -                   | -                   | 11    | 1     |
| 2016-2017             | Manisaspor                    | 2                     | 8           | 2           | 1                     | 0                     | -                              | -                              | -                              | -                   | -                   | -                   | 9     | 2     |
| 2016-2017             | Ettifaq FC                    | 1                     | 5           | 1           | 0                     | 0                     | -                              | -                              | -                              | -                   | -                   | -                   | 5     | 1     |
| 2017-2018             | ES Tunis                      | 1                     | 5           | 1           | 0                     | 0                     | -                              | -                              | -                              | -                   | -                   | -                   | 5     | 1     |
| 2017-2018             | Türk Ocağı Limasol            | 1                     | 12          | 6           | 1                     | 1                     | -                              | -                              | -                              | -                   | -                   | -                   | 13    | 7     |
| Total sur la carrière | Total sur la carrière         | Total sur la carrière | 261         | 109         | 42                    | 22                    | -                              | 30                             | 12                             | -                   | 14                  | 7                   | 347   | 150   |

### Matchs internationaux
| Liste des matchs internationaux de Michael Eneramo | Liste des matchs internationaux de Michael Eneramo | Liste des matchs internationaux de Michael Eneramo | Liste des matchs internationaux de Michael Eneramo | Liste des matchs internationaux de Michael Eneramo | Liste des matchs internationaux de Michael Eneramo | Liste des matchs internationaux de Michael Eneramo                                                |
|                                                    | Date                                               | Lieu                                               | Adversaire                                         | Résultat                                           | Compétition                                        | Notes                                                                                             |
| -------------------------------------------------- | -------------------------------------------------- | -------------------------------------------------- | -------------------------------------------------- | -------------------------------------------------- | -------------------------------------------------- | ------------------------------------------------------------------------------------------------- |
| 1                                                  | 11 février 2009                                    | The Den, Londres, Angleterre                       | Jamaïque                                           | 0 - 0                                              | Match amical                                       | Entre en jeu à la place d'Ikechukwu Uche à la 85e minute de jeu.                                  |
| 2                                                  | 29 mai 2009                                        | Craven Cottage, Londres, Angleterre                | République d'Irlande                               | 1 - 1                                              | Match amical                                       | Titulaire, marque un but à la 30e minute de jeu.                                                  |
| 3                                                  | 7 juin 2009                                        | Abuja Stadium, Abuja, Nigeria                      | Kenya                                              | 3 - 0                                              | Éliminatoires Coupe du monde 2010                  | Titulaire et remplacé par Victor Obinna à la 54e minute de jeu.                                   |
| 4                                                  | 20 juin 2009                                       | Stade olympique, Radès, Tunisie                    | Tunisie                                            | 0 - 0                                              | Éliminatoires Coupe du monde 2010                  | Entre en jeu à la place de Victor Obinna à la 69e minute de jeu.                                  |
| 5                                                  | 6 septembre 2009                                   | Abuja Stadium, Abuja, Nigeria                      | Tunisie                                            | 2 - 2                                              | Éliminatoires Coupe du monde 2010                  | Entre en jeu à la place de Seyi Olofinjana à la 57e minute de jeu, marque un but à la 80e minute. |
| 6                                                  | 11 octobre 2009                                    | Abuja Stadium, Abuja, Nigeria                      | Mozambique                                         | 1 - 0                                              | Éliminatoires Coupe du monde 2010                  | Titulaire et remplacé par Victor Obinna à la 63e minute de jeu.                                   |
| 7                                                  | 14 novembre 2009                                   | Centre sportif international Moi, Kasarani, Kenya  | Kenya                                              | 2 - 3                                              | Éliminatoires Coupe du monde 2010                  | Titulaire et remplacé par Victor Obinna à la 61e minute de jeu.                                   |
| 8                                                  | 6 janvier 2010                                     | Kings Park Stadium, Durban, Afrique du Sud         | Zambie                                             | 0 - 0                                              | Match amical                                       | Entre en jeu à la place de Chinedu Obasi.                                                         |
| 9                                                  | 5 septembre 2010                                   | U. J. Esuene Stadium, Calabar, Nigeria             | Madagascar                                         | 2 - 0                                              | Éliminatoires CAN 2012                             | Titulaire et remplacé par Otekpa Eneji à la 68e minute de jeu, marque un but à la 46e minute.     |
| 10                                                 | 10 octobre 2010                                    | Stade du 28-Septembre, Conakry, Guinée             | Guinée                                             | 1 - 0                                              | Éliminatoires CAN 2012                             | Titulaire et remplacé par Ahmed Musa à la 66e minute de jeu.                                      |

## Palmarès

### USM Alger
- Championnat d'Algérie (1) :
  - 2005

### Esperance Sportive de Tunis
- Championnat de Tunisie (4) : 
  - 2006, 2009, 2010, 2017
- Coupe de Tunisie (3) : 
  - 2006, 2007, 2008
- Ligue des champions arabes (1) :
  - 2009
- Coupe nord-africaine des vainqueurs de coupe (1) :
  - 2008

## Distinctions personnelles
- Meilleur buteur étranger de l'histoire du championnat tunisien
- Meilleur buteur du championnat de Tunisie de football : 2009 (dix-huit buts)
- Meilleur buteur du championnat de Tunisie de football : 2010 (treize buts)
- Meilleur buteur de la Ligue des champions de la CAF 2010 : (huit buts)